# Saint-Hippolyte (Charente-Maritime)
Saint-Hippolyte ist eine französische Gemeinde mit 1.485 Einwohnern (Stand: 1. Januar 2022) im Département Charente-Maritime in der Region Nouvelle-Aquitaine. Saint-Hippolyte gehört zum Arrondissement Rochefort und zum Kanton Tonnay-Charente. Die Einwohner werden Hippolytains genannt.

## Geographie
Saint-Hippolyte liegt etwa fünf Kilometer ostsüdöstlich vom Stadtzentrum von Rochefort an der Charente, die die Gemeinde im Norden begrenzt. Umgeben wird Saint-Hippolyte von den Nachbargemeinden Tonnay-Charente im Norden, Cabariot im Osten und Nordosten, La Vallée im Osten und Südosten, Trizay im Süden, Échillais im Südwesten sowie Rochefort im Westen.

## Bevölkerungsentwicklung
| Jahr                       | 1962 | 1968 | 1975 | 1982 | 1990 | 1999 | 2006 | 2018 |
| Einwohner                  | 827  | 858  | 809  | 969  | 1109 | 1121 | 1244 | 1436 |
| Quellen: Cassini und INSEE |      |      |      |      |      |      |      |      |

## Sehenswürdigkeiten
- Kirche Saint-Hippolyte aus dem 12. Jahrhundert, Umbauten aus dem 15. Jahrhundert, Monument historique seit 1995
- Burgruine La Bergerie
- Schleusen
- Bogenbrücke

Siehe auch: Liste der Monuments historiques in Saint-Hippolyte (Charente-Maritime)

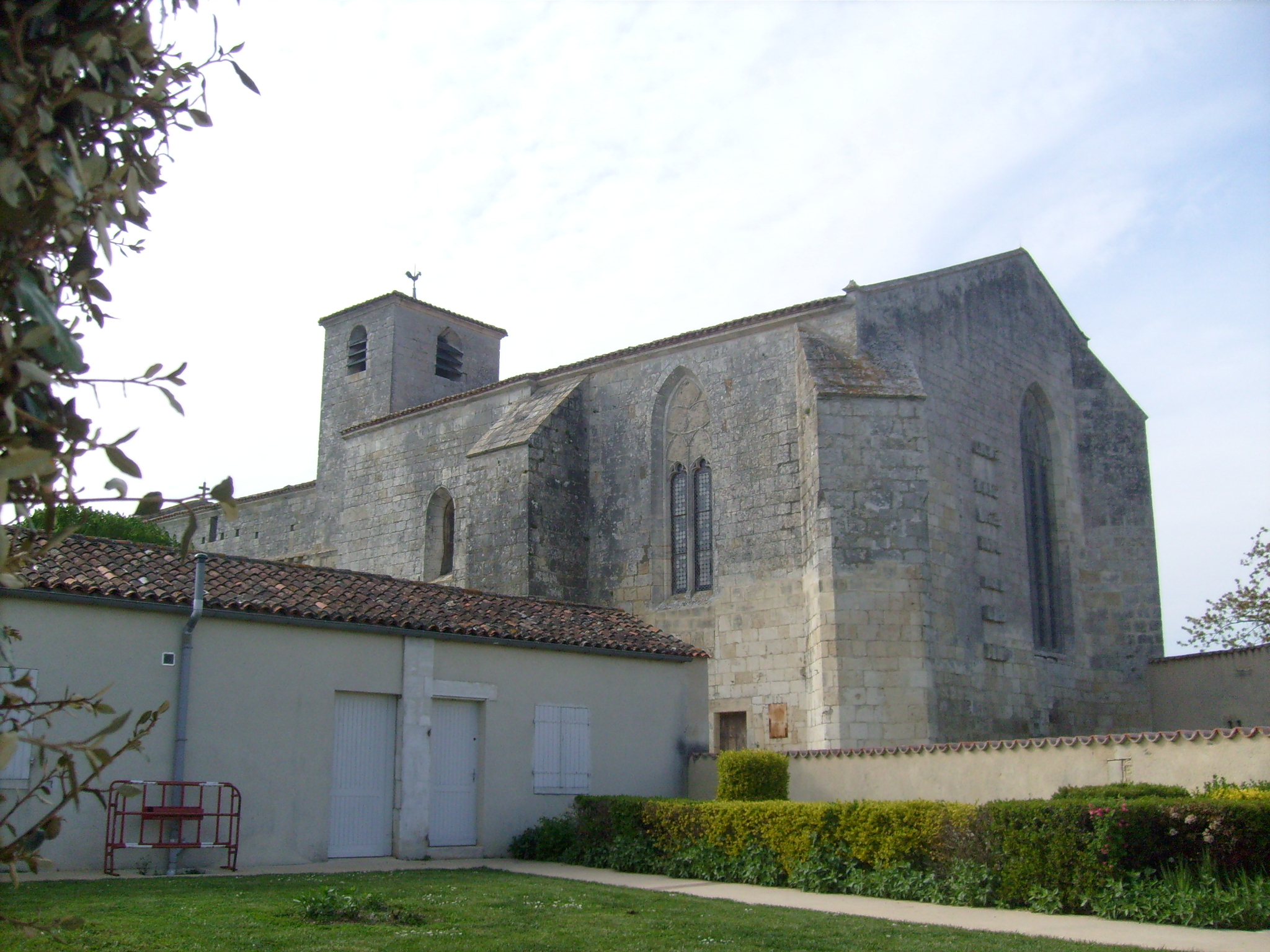
Kirche Saint-Hippolyte
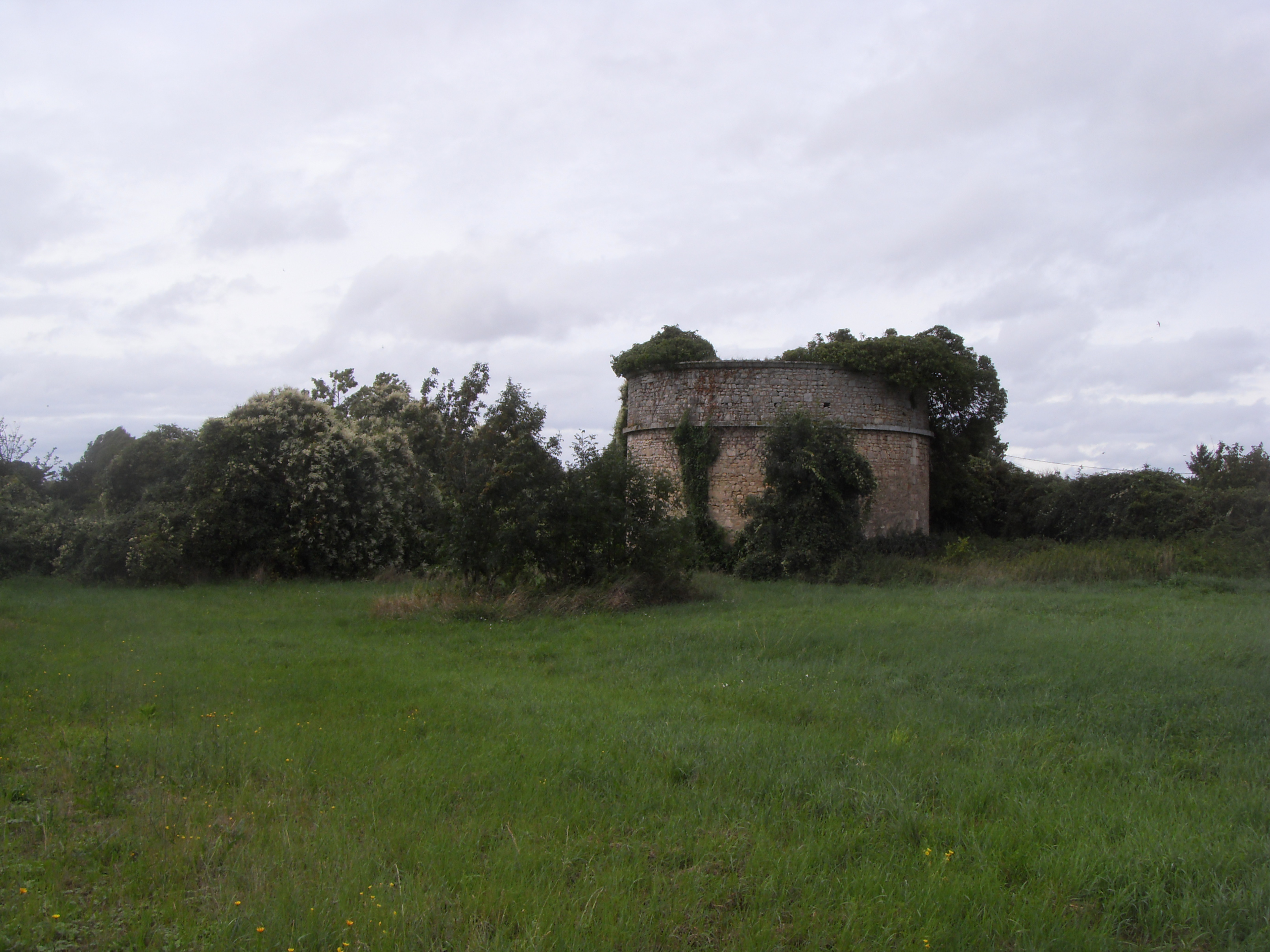
Burgruine La Bergerie